# عبد الله عبد اللطيف الفوزان
عبد الله بن عبد اللطيف الفوزان رجل أعمال سعودي، من مواليد مدينة الرياض في المملكة العربية السعودية في 23 يونيو 1967م. نشأ وتلقى تعليمة الدراسي في مدينة الخبر حتى تخرج من مدرستها الثانوية. التحق بجامعة الملك سعود حيث حصل على درجة البكالوريوس في المحاسبة في عام 1990م. ويعد عبد الله بن عبد اللطيف الفوزان من أحد أثرياء العرب.

## سيرته المهنية
التحق بالعمل في الشركة في بداية مشواره المهني متدرجاً في العديد من الوظائف؛ الأمر الذي أكسبه الخبرة والمهارة التي قادته بعد ذلك نحو أكبر عملية توسع للشركة أفقياً ورأسياً وذلك بالتوسع في النشاط التجاري القائم أو بإنشاء الصناعات التي تتكامل مع النشاط التجاري. 
وقد أشرف على قيادة نمو الشركة في خمسة محاور أساسية هي:
- القطاع التجاري.
- القطاع الصناعي.
- قطاع التجزئة.
- القطاع العقاري.
- الاستثمارات.

حيث عززت الشركة من تواجدها وحضورها في هذه القطاعات، حالياً تعتبر شركة الفوزان القابضة من كبريات الشركات السعودية المرموقة.

## الخبرات العملية
يرأس عددا من مجالس الشركات مثل:
- رئيس مجلس الإدارة، شركة الفوزان القابضة، مساهمة مقفلة.[5]
- رئيس مجلس إدارة الشركة المتحدة للإلكترونيات (إكسترا)، [6] مساهمة عامة.[7]
- كان رئيس مجلس إدارة شركة بلوم السعودية للاستثمار، مساهمة مقفلة.[8]
- رئيس مجلس إدارة شركة بوان القابضة.[9]
- رئيس مجلس إدارة شركة معارض الظهران.[10]
- رئيس مجلس إدارة شركة رتال للتطوير العمراني.
- رئيس مجلس إدارة شركة مداد المحدودة.
- نائب رئيس مجلس الإدارة، شركة شمول القابضة.[11]
- العضو المنتدب، شركة عبد اللطيف ومحمد الفوزان.[5]
- العضو المنتدب، شركة معالي القابضة.

الإسهامات المجتمعية والثقافية (الفوزان لخدمة المجتمع): 
يرأس عبد الله الفوزان مجلس أمناء برنامج الفوزان لخدمة المجتمع، حيث يحتل القطاع المجتمعي جزءاً كبيراً من الاهتمام والرعاية وذلك بمنهجية ترتكز على تقديم البرامج والفعاليات التي تسهم في تقدم المجتمع وتطوره بعيداً عن التكرار والنمطية. وقد أشرف عبد الله الفوزان على تقديم العديد من المشاريع والبرامج والفعاليات الجديدة والمبتكرة والتي من أبرزها:
جائزة اليونسكو الفوزان الدولية:
أنشأت اليونسكو ومؤسسة عبدالله بن عبداللطيف الفوزان للتعليم جائزة اليونسكو-الفوزان الدولية لتشجيع العلماء الشباب في مجال العلوم والتكنولوجيا والهندسة  والرياضيات  لتعزيز الأبحاث وتعليم العلوم والتكنولوجيا والهندسة والرياضيات والتعاون الدولي. وتمنح الجائزة تقديراً لإنجازات الشباب التي تؤدي إلى التحول الاجتماعي والاقتصادي والتنمية على نطاق عالمي.
أكاديمية الفوزان لإعداد قيادات العمل غير الربحي: شراكة مجتمعية مبتكرة مع جامعة الملك فهد للبترول والمعادن لتأسيس أكاديمية هي الأولى والوحيدة في الخليج والتي تُعنى بالتأهيل المعرفي لإدارة القطاعات غير الربحية، وذلك بإشراف الجامعة المرموق بمنهج ومحتوى بمعايير دولية، ترفد الأكاديمية القطاع المجتمعي بالكفاءات المؤهلة التي تسهم في نجاح هذه الأنشطة.
بنك الطعام السعودي (إطعام) تم تقديم «إطعام» للمجتمع كمشروع متخصص في الاستفادة من الهدر الكبير الحاصل في الطعام، تعمل «اطعام» على تنمية وعي المجتمع بأهمية حفظ النعمة لتحقيق الهدف الأسمى في تقليل الطعام المهدر، وقد اتت الجهود الكبيرة التي بذلها المؤسسون اكلها حيث تعتبر «اطعام» حالياً قصة نجاح ماثلة للعيان.
الجمعية الخيرية لتأهيل الحاسبات الآلية - ارتقاء: تعاني البيئة والمجتمع من التخلص من المستبدل الأجهزة والمعدات الرقمية، وهنا نشأت «ارتقاء» كمشروع فريد من نوعه يعتبر الوحيد بالمملكة العربية السعودية والأكبر على مستوى الشرق الوسط، تقوم «ارتقاء» بإعادة تأهيل أجهزة الحاسب الآلي المستخدمة ومن ثم توزيعها على الجهات الخيرية والاجتماعية والتعليمية.
جائزة عبد اللطيف الفوزان لعمارة المساجد: تأسست عام 2013م وهي الأولى من نوعها بالمنطقة والتي تهدف إلى تأسيس قاعدة بيانات معمارية مهنية للمساجد تعيد للمسجد دوره المحوري والجامع في المجتمع المسلم، تمنح الجائزة في نهاية كل دورة مدتها 3 سنوات وتتوسع تباعاً للوصول للعالمية.
مركز عبد اللطيف الفوزان للتوحد:  أنشئ مركز عبد اللطيف الفوزان للتوحد مدينة الخبر وهو أكبر مركز متخصص لذوي اضطراب التوحد في المملكة العربية السعودية الذي يقوم خدمات مجانية، وقد أنشئ المركز وفق أحدث المعاير العالمية الحديثة في التصميم والتجهيز ويدار بكفاءات متخصصة بذلك.
مسابقة مجسم وطن:
تأسست مجسم وطن عام 2018م كمسابقة تحث على ابتكار أفكار خلاقة تعبر عن الوحدة الوطنية وتاريخ المملكة. حيث تتيح المسابقة فرصة التنافس على تصميم مجسم فني إبداعي بأسلوب رمزي غير مسبوق، ليكون معلمًا راسخًا في أحد الدوارات أو الميادين والمناطق العامة بالمملكة وعلامةً فارقة على المستوى الحضري والعمراني والفني. ويتم تنفيذ التصميم الفائز من قبل الرعاة والداعمين ثم تدشينه في اليوم الوطني من كل عام.
يرأس ويشارك عبد الله الفوزان في القطاعات المجتمعية التالية:
- رئيس مجلس أمناء برنامج الفوزان لخدمة المجتمع.
- رئيس مجلس إدارة الجمعية الخيرية لتأهيل الحاسبات الآلية - ارتقاء.
- رئيس اللجنة التنفيذية لجائزة عبد اللطيف الفوزان لعمارة المساجد.
- مؤسس أكاديمية الفوزان لإعداد قيادات العمل غير الربحي.
- عضو اللجنة التأسيسية لمركز عبد اللطيف الفوزان للتوحد.
- عضو مؤسس - مركز الملك سلمان لأبحاث الإعاقة.
- عضو مجلس إدارة جمعية البر بالمنطقة الشرقية.[21]